# Tel Aviv Open 1983
Il Tel Aviv Open 1983 è stato un torneo di tennis giocato sul cemento. È stata la 4ª edizione del torneo, che fa parte del Volvo Grand Prix 1983. Si è giocato al Israel Tennis Centers di Ramat HaSharon vicino a Tel Aviv in Israele dal 10 al 15 ottobre 1983.

## Campioni

### Singolare maschile
Aaron Krickstein ha battuto in finale  Christoph Zipf con il punteggio di 7–6, 6–3
- Aaron Krickstein è il più giovane tennista ad aggiudicarsi un titolo del circuito ATP: vince il torneo di Tel Aviv all'età di 16 anni e 2 mesi.

### Doppio maschile
Colin Dowdeswell /  Zoltán Kuhárszky hanno battuto in finale  Peter Elter /  Peter Feigl con il punteggio di 6–4, 7–5